# Palazzo Massari

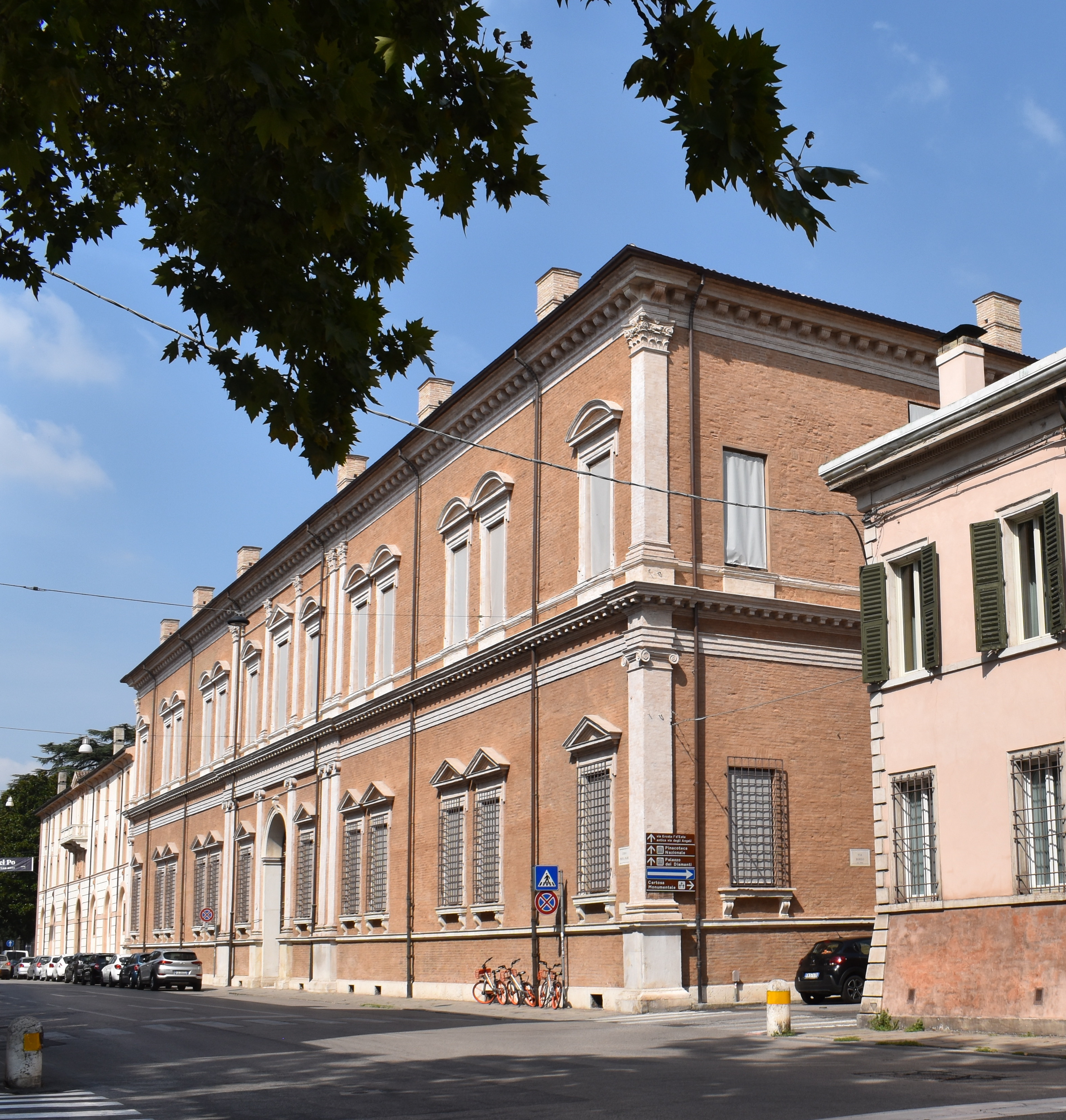
Palazzo Massari

Der Palazzo Massari ist ein Palast in Ferrara in der italienischen Region Emilia-Romagna. Er liegt am Corso Porta Mare 9.

## Geschichte
Das Gebäude wurde Ende des 16. Jahrhunderts im Auftrag des Grafen Onofrio Bevilacqua als Palazzo Bevilacqua errichtet. Über die Jahrhunderte wechselte es mehrmals den Besitzer und es gab viele Um- und Anbauten.

## Beschreibung
Der Palast hat zwei Stockwerke gleicher Höhe, die an der Fassade durch ein Gesims in Terrakotta getrennt sind. Die großen Fenster geben der Fassade eine gewisse Rhythmik.
Zu den auffälligsten Eingriffen dort zählt der Bau der Palazzina dei Cavalieri di Malta als Anbau im klassizistischen Stil in den Jahren 1775–1785 im Auftrag des Markgrafen Camillo Bevilacqua Cantelli.
Im großen Palast sind drei bedeutende Museen der Stadt untergebracht:
- Das Museo Giovanni Boldini, dem großen Porträtmaler des 19. Jahrhunderts gewidmet.
- Das Museo dell’Ottocento (dt.: Museum des 19. Jahrhunderts)
- Das Museo d’arte moderna e contemporanea Filippo de Pisis, das die große Sammlung des Künstlers De Pisis aus Ferrara in den Mittelpunkt stellt.

Darüber hinaus wurde in einem Nebengebäude das Padiglione d’arte contemporanea (dt.: Pavillon der zeitgenössischen Kunst) erhalten, in dem temporäre Ausstellungen durchgeführt werden.
Wegen des Erdbebens in Norditalien 2012 musste der Palazzo Massari mit Ausnahme des Padiglione d’arte comtemporanea zur Renovierung geschlossen werden.